# Музей Галуста Гюльбенкяна
Музей Галуста Гюльбенкяна (порт. Museu Calouste Gulbenkian) — художественный музей в Лиссабоне, хранящий коллекцию европейского изобразительного искусства, а также ряда памятников восточного и античного искусства, собранную предпринимателем Галустом Гюльбенкяном. Открыт 2 октября 1969 года согласно завещанию миллиардера и субсидируется фондом его имени.

## Коллекция
Всего собрание музея насчитывает более 6 тысяч предметов, из которых в экспозиции представлено около тысячи.
В собрании европейской живописи, принадлежащем музею, важное место занимают полотна, купленные Гюльбенкяном в начале 1930-х годов при распродаже картин из коллекции Государственного Эрмитажа, в том числе «Портрет Елены Фоурмен» Рубенса, «Портрет старика» Рембрандта, «Благовещение» Боутса, скульптура Гудона «Диана».
Среди других художников, чьи полотна представлены в музее: Гирландайо, Карпаччо, Чима да Конельяно, Ван Дейк, Халс, Рейсдаль, Гварди, Буше, Фрагонар, Гейнсборо, Тёрнер, Коро, Милле, импрессионисты Мане, Ренуар, Дега, Моне. В собрании имеются скульптуры Андреа делла Роббиа и Родена, а также полотна Фантен-Латура и Бёрн-Джонса.
Важное место в экспозиции также занимают собрание западно-европейской мебели и предметов декоративно-прикладного искусства XVIII века, средневековые иллюминированные рукописи и коллекция украшений работы Рене Лалика. Другую часть экспозиции составляют древнеегипетские и месопотамские памятники, античная керамика и нумизматика, предметы восточного, а также армянского искусства.
В коллекции музея есть коллекция столового серебра последнего российского императора.
Панно у входа в музей оформлено Алмадой Негрейрушем.

## Произведения из собрания музея
- Дирк Боутс. «Благовещение»
- Питер Пауль Рубенс. «Портрет Елены Фоурмен»
- Рембрандт. «Портрет старика»
- Жан-Антуан Гудон. «Диана»
- Франческо Гварди. «Праздник Вознесения на площади святого Марка»
- Уильям Тёрнер. «Катастрофа „Минотавра“»